# 馬里拉 (紐約州非建制地區)
馬里拉（英語：Marilla）是位於美國紐約州伊利縣的非建制地區。

## 地理
馬里拉所處的海拔為高於海平面257米（即843英呎），而該地所採用的時區為UTC-5，即北美东部时区（EST）。同時該地設有夏令時間，為UTC-5調快一小時，即UTC-4（EDT）。